# U-Bahnhof Joachim-Mähl-Straße

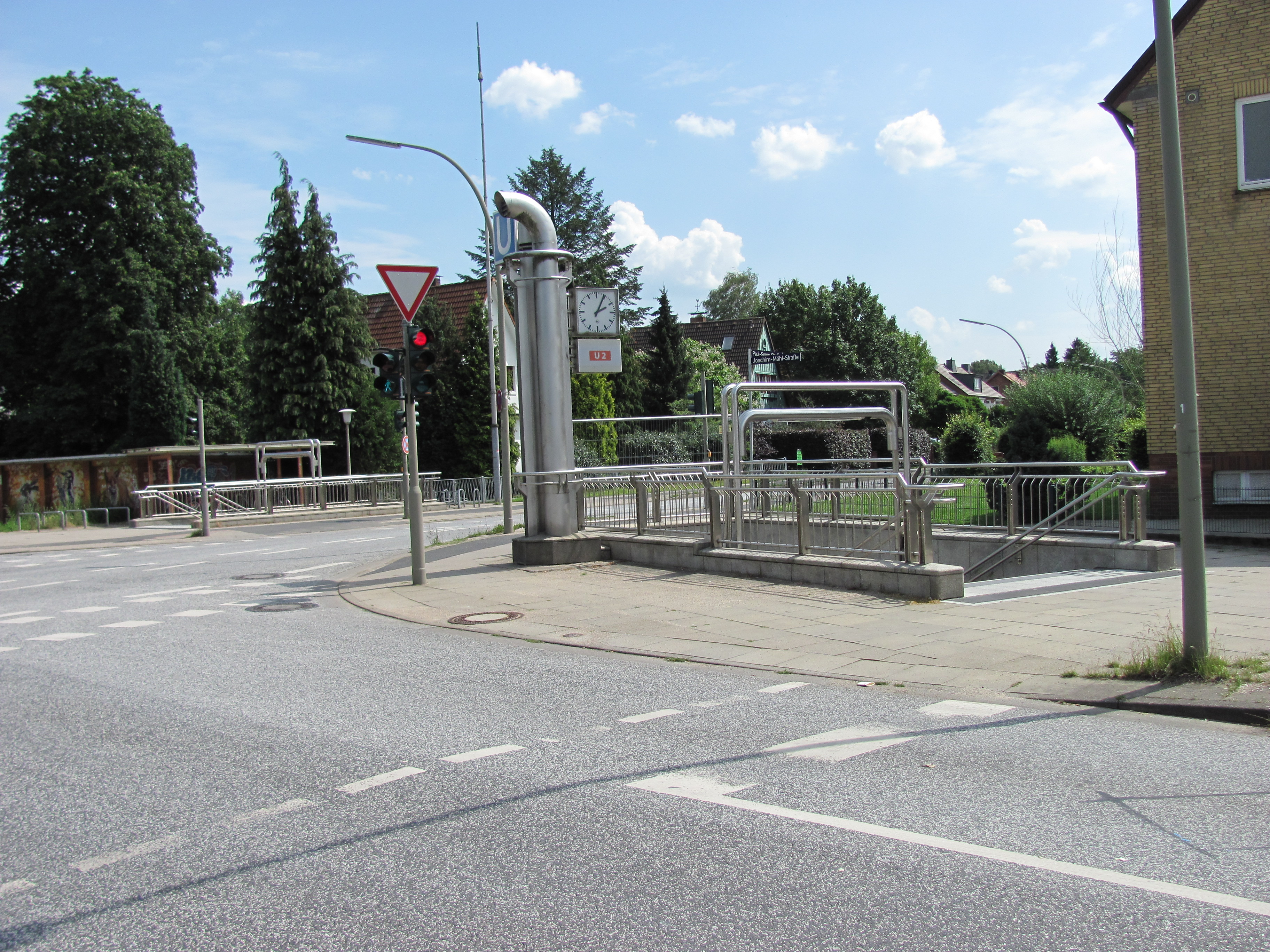
Zugang zur Haltestelle

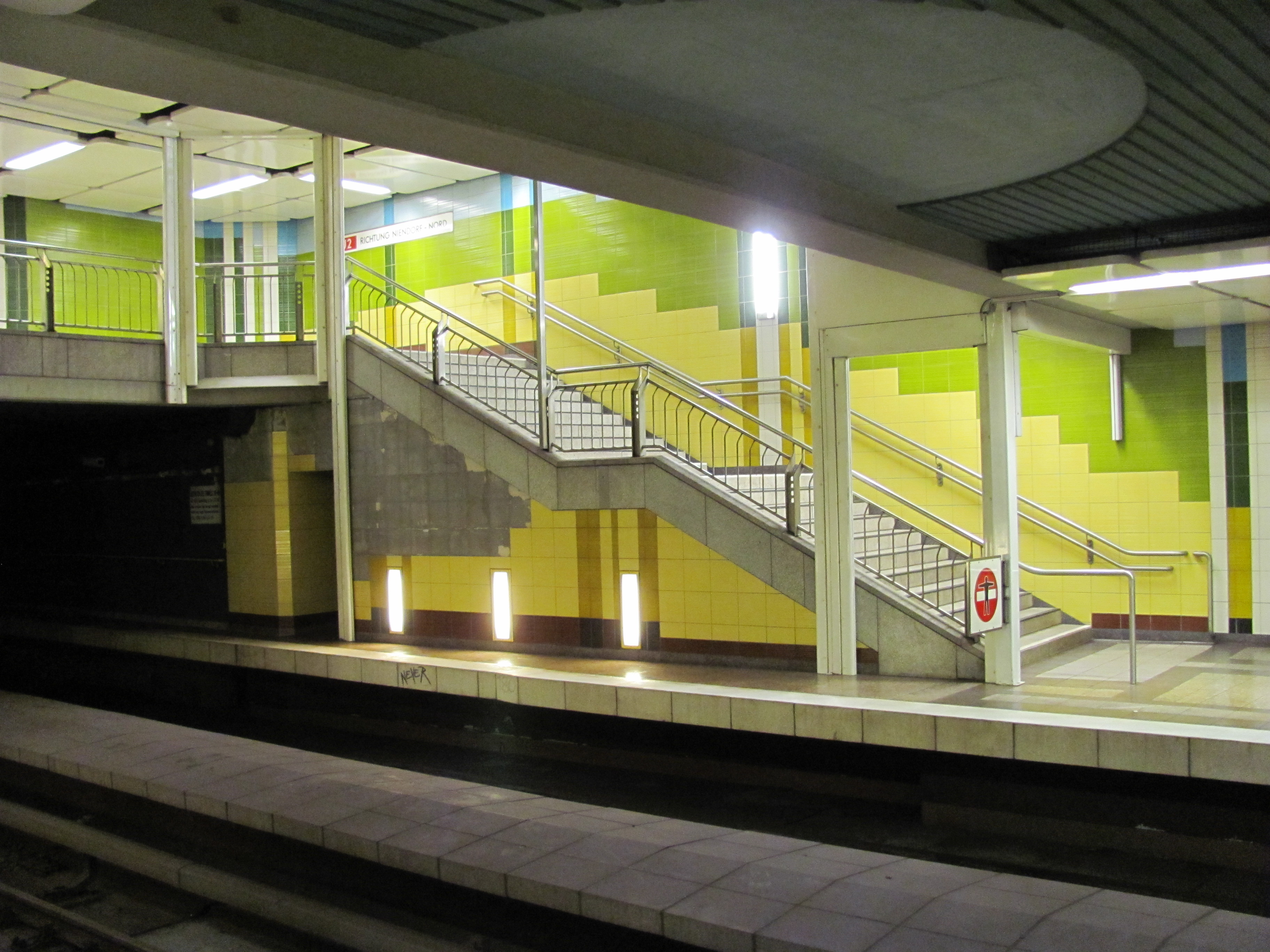
Treppe zu einem der Bahnsteige

Der U-Bahnhof Joachim-Mähl-Straße ist eine Tunnel-Haltestelle der Hamburger U-Bahn-Linie U2 im Stadtteil Niendorf. Das Kürzel der Station bei der Betreiber-Gesellschaft Hamburger Hochbahn lautet „JM“.  Der U-Bahnhof hat täglich 2.592 Ein- und Aussteiger (Mo–Fr, 2019).

## Geschichte
1984 begannen die Bauarbeiten, um die Neubaustrecke von Hagenbecks Tierpark nach Niendorf Markt, die am 1. Juni 1985 eröffnet wurde, weiter in den Norden von Niendorf zu verlängern. Eigentlich sollte dieser letzte Abschnitt dieser Strecke schon 1987 vollendet werden, Anwohnerklagen und Probleme mit einem hohen Grundwasserstand ließen die Arbeiten aber vier Jahre länger dauern.
Am 9. März 1991 wurde die Strecke und damit auch der U-Bahnhof Joachim-Mähl-Straße offiziell durch den Ersten Bürgermeister Henning Voscherau und in Anwesenheit der Senatoren Wilhelm Rahlfs und Eugen Wagner eröffnet.
Benannt ist die Joachim-Mähl-Straße nach dem aus Hamburg-Niendorf stammenden Dichter Joachim Mähl.

## Anlage
Der U-Bahnhof befindet sich wie der gesamte Streckenabschnitt bis Niendorf Nord unter der Paul-Sorge-Straße. An der Kreuzung mit der Joachim-Mähl-Straße und dem Johannkamp führen zwei Treppen in eine Vorhalle mit Fahrkartenautomaten und Fahrgastinformationen auf einer Zwischenebene, die sich an der Nordseite des U-Bahnhofs befindet und von der aus Treppen zu den Seitenbahnsteigen abgehen. Der barrierefreie Ausbau begann im Jahr 2016 und wurde im Juli 2019 fertiggestellt. Für den Ausbau wurden der Bahnsteig erhöht, ein Leitsystem eingebaut und zwei Aufzüge am südlichen Ende des Bahnsteigs neu errichtet. Der Bahnsteig in Richtung Niendorf Nord erhielt außerdem im Rahmen der Umbauten einen zweiten Zugang mit einer Treppe am Südende.
Während die Vorhalle noch hauptsächlich in Gelb gehalten ist, ist der eigentliche Bahnhofsbereich mit hellblauen, grasgrünen und gelben Kacheln gestaltet und schließt mit einer unteren braunen Kachelreihe ab. An den Treppen zu den Bahnsteigen sind eine einfache Darstellung von Bauernhäusern sowie ein Relief von Joachim Mähl mit Lebensdaten zu sehen.
Wie alle U-Bahnhöfe in Niendorf ist dieser ein „Mehrzweckbauwerk“, also auch ein mit Stahltoren abriegelbarer Bunker für bis zu 1080 Menschen. Zwei Züge können hier in Krisenzeiten abgestellt werden. Um einfacher von einem Zug zum anderen zu gelangen, befindet sich zwischen den Gleisen ein schmaler Sockel, der etwas flacher ist als die Seitenbahnsteige.
Der Abstand zur Haltestelle Niendorf Markt beträgt 900 Meter, nach Schippelsweg 825 Meter.

## Anbindung
Der U-Bahnhof Joachim-Mähl-Straße wird tagsüber im 10-Minuten-Takt bedient. Im durchgehenden Nachtverkehr in den Nächten von Freitag auf Samstag sowie vor Sonn- und Feiertagen wird die Station im 20-Minuten-Takt bedient. Einen Übergang zu anderen öffentlichen Verkehrsmitteln gibt es nicht.
| Linie | Verlauf |
| ----- | --- |
| U 2   | Niendorf Nord – Schippelsweg – Joachim-Mähl-Straße – Niendorf Markt – Hagendeel – Hagenbecks Tierpark – Lutterothstraße – Osterstraße – Emilienstraße – Christuskirche – Schlump – Messehallen – Gänsemarkt (Oper) – Jungfernstieg – Hauptbahnhof Nord – Berliner Tor – Burgstraße – Hammer Kirche – Rauhes Haus – Horner Rennbahn – Legienstraße – Billstedt – Merkenstraße – Steinfurther Allee – Mümmelmannsberg |